# Кожва (посёлок городского типа)
Ко́жва (коми Кожва) — посёлок городского типа в муниципальном районе Печора в Республике Коми. Центр городского поселения Кожва. Посёлок расположен на левом берегу реки Печоры. Неподалёку имеется железнодорожная станция Кожва-1 и лесоперевалочная база. 

## Этимология
Название происходит от реки Кожва, которая рядом впадает в Печору, гидроним Кожва с коми языка означает — «река с галечником», «каменистая река». От кӧж «гравий», «галька», «мелкий камень», ва «вода», «река»

## История
После того, как в 1941 году в составе Печорского округа Коми АССР из состава Усть-Усинского района был образован Кожвинский район, Кожва была его районным центром до 1949 года, когда райцентр перенесли в Печору. Статус посёлка городского типа — с 1952 года. В 1983 году в посёлке открыт Дом культуры.

## Демография
| 1959  | 1970  | 1979  | 1989  | 2002  | 2009  | 2010  |
| ----- | ----- | ----- | ----- | ----- | ----- | ----- |
| 5728  | ↗6394 | ↗6640 | ↘5818 | ↘3549 | ↘3156 | ↘3047 |
| 2012  | 2013  | 2014  | 2015  | 2016  | 2017  | 2018  |
| ↘3008 | ↘2918 | ↘2846 | ↘2776 | ↘2699 | ↘2606 | ↘2549 |
| 2019  | 2020  | 2021  | 2024  |       |       |       |
| ↘2403 | ↘2315 | ↘1805 | ↘1703 |       |       |       |

## Русская православная церковь
- Храм святителя Николая Чудотворца[20]